# Corcira
Corcira o Corcyra (in greco antico: Κέρκυρα?, o, come sulle monete e iscrizioni, Κόρκυρα) è l'antico nome latino dell'odierna isola di Corfù.

## Territorio
L'isola è posta dirimpetto all'Epiro, a 75 km dal promontorio acroceraunio, con un'estensione di circa 712 km².  È formata da due catene di monti: una settentrionale diretta da occidente ad oriente, che raggiunge nella sua parte orientale l'altezza di 946 metri nell'antico mons Meliteicus; l'altra, meridionale, che si stacca dal versante sudovest della prima, corre verso sudest ed ha un lieve pendio.
I promontori dell'isola sono ad oriente Leucimme (Lefkimo), a mezzogiorno Amphipagus (Asprokavo o Capo Bianco), a nordovest Palacrum (Kephali), a nordest Cassiope (Katharina).
La capitale, anch'essa chiamata Corcira, corrispondente all'odierna città di Corfù, stava a metà della costa orientale dell'isola, ed aveva due acropoli (che nel Medioevo presero il nome di κορυφοί, da cui poi derivò il nome Corfù) e due porti, uno commerciale e l'altro militare, chiamato Ὑλλαικός, ora Perama, e riempito di fango, come ci narra Tucidide (La Guerra del Peloponneso 3,72; 3,81).

## Storia
Nel 733 a.C. Corinto vi mandò una colonia che fiorì ben presto, grazie anche alla prosperità della vite in quei terreni, che consentì loro in breve tempo gran commercio ed esportazioni in tutto il mondo ellenico, tanto da poter vantare, al tempo delle guerre persiane, la maggior armata dopo quella di Atene.

Questa potenza portò Corcira in aperto conflitto con Corinto, la cui armata venne sconfitta in una precedente battaglia navale nel 664 a.C., descritta da Tucidide come la prima battaglia navale della storia (La Guerra del Peloponneso, 1,13). La principale causa dello scoppio di questo conflitto potrebbe essere la maggiore rivendicazione di indipendenza politica da parte dell'isola verso Corinto, poiché la póleis dell'istmo tendeva a controllare strettamente le proprie colonie rispetto alle altre città-stato che garantivano loro totale autonomia sotto ogni aspetto amministrativo.
Il contrasto con Corinto, alleata di Sparta, portò alla guerra del Peloponneso, in seguito alla quale si ebbe un indebolimento della potenza navale di Corcira, e l'inizio del suo declino.

Nel III secolo a.C. fu conquistata da Siracusa, nel 229 a.C. dagli Illiri, e infine entrò nel 148 a.C. a far parte della provincia romana di Macedonia.

## Leggende
- Per la sua forma a guisa di falce, l'isola aveva anche il nome di ἡ Δρεπάνη, che vuol dire appunto falce; gli antichi riportavano la leggenda che Crono, dopo aver evirato suo padre Urano, avesse proprio lì gettato in mare la falce.
- Nel viaggio degli Argonauti è il paese di Alcinoo ed è chiamata Drepane (falce). Vi giunsero Giasone e Medea e lì si sposarono.[2]